# Andrographis macrobotrys
Andrographis macrobotrys är en akantusväxtart som beskrevs av Christian Gottfried Daniel Nees von Esenbeck. Andrographis macrobotrys ingår i släktet Andrographis och familjen akantusväxter. Utöver nominatformen finns också underarten A. m. ceylanica.